# Лара Дікенманн
Лара Дікенманн (нім. Lara Dickenmann; нар. 27 листопада 1985, Крієнс, Швейцарія) — швейцарська футболістка, півзахисниця клубу німецької Бундесліги «Вольфсбург».

## Клубна кар'єра

### Ранні роки
Народилася в місті Крієнс, кантон Люцерн. Футболом розпочала займатися у хлопчачій секції клубу «Крієнс», у якому навчалася протягом 7 років. 2000 року приєдналася до «Сурсі». Разом з командою чотири рази вигравала юнацький чемпіонат Швейцарії та двічі ставала володаркою юнацького кубку країни. За підсумками сезону 2003/04 років була визнана найкращою футболісткою року в Швейцарії.

### Виступи за команду коледжу
У 2004 році вирішила переїхати до США, де займалася футболом в команді університету штату Огайо. Під час навчання на першому курсі потрапила «Великої десятки першокурсниць року», багато видань включали її до «Найкращих першокурсниць країни». Також потрапила до другої команди США за версією Асоціації Футбольних тренерів США. Набрала рекордні для гравців ОДУ 13 очок за кількістю забитих м'ячів та 8 очок за кількістю гольових передач, чим допомогла своєму клубу пробитися до Елітної вісімки національного чемпіонату NCAA.
Протягом наступного сезону, через виклики до національної збірної Швейцарії, Дікеманн більшість матчів пропустила. Тим не менше, вона потрапила до другої команди Великої 10-и. Демонструвала дуже впевнену гру, завдяки чому була визнана Найціннішим гравцем штату Огайо та обрана до першої Загальноамериканської команди за версією NSCAA. 14 грудня 2008 року здобула ступінь бакалавра з міжнародного бізнесу та завершила навчання в університеті. На момент відходу з навчального закладу залишалася в університеті лідером за кількістю гольових передач в сезоні (32), другою за загальною кількістю набраних очок (89) та сьомою за кількістю забитих м'ячів (27). Лара тричі потрапляла до Великої 10-и студентів США та чотири рази до числа Найкращих спортсменів штату Огайо. Стала першою футболісткою з Огайського університету, яка потрапила до списку кандидаток на отримання Трофея Германна. Цей трофей присуджують найкращому футболіст країни.

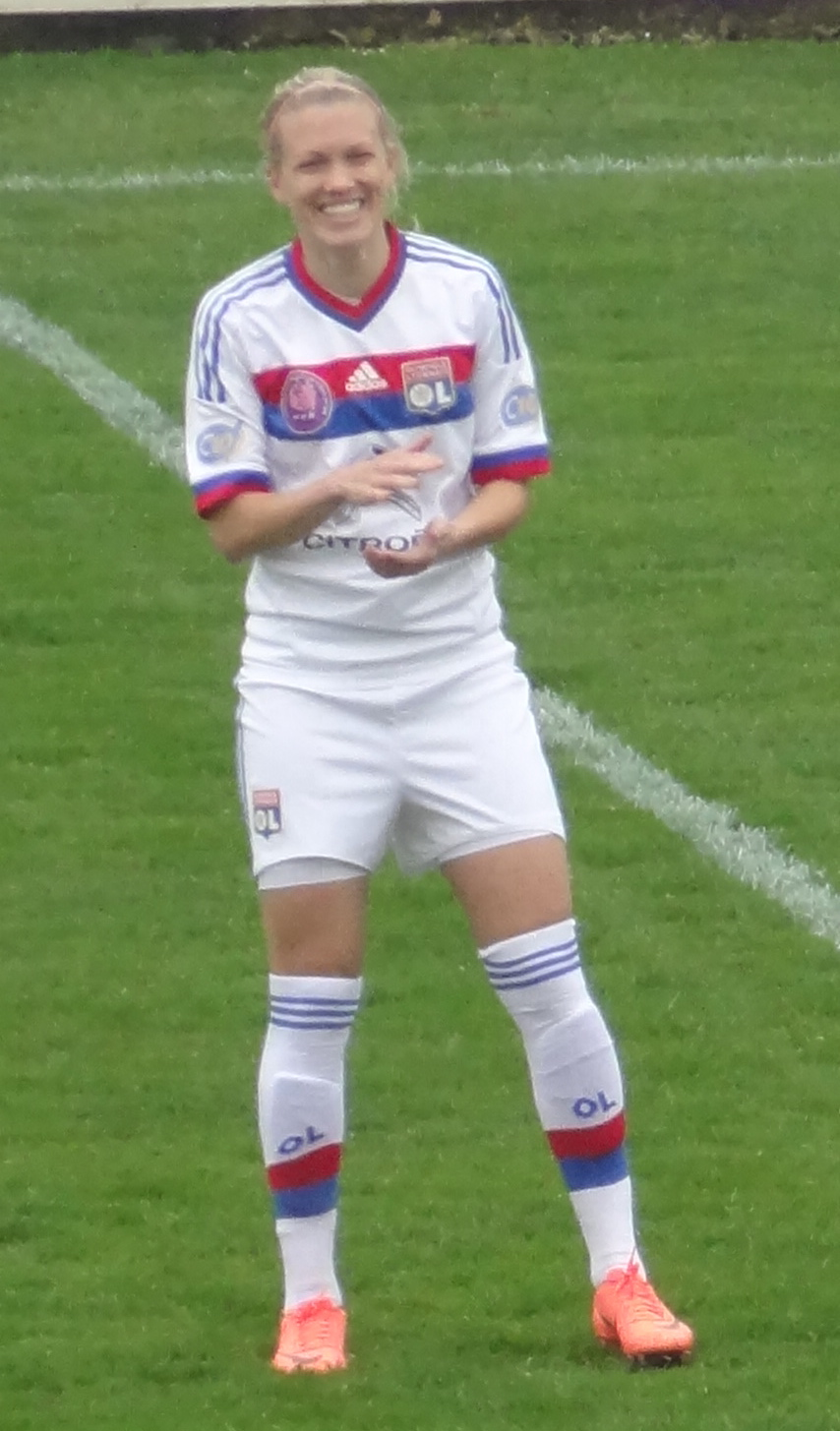
Лара Дікенманн під час виступів за «Олімпік Ліон»

### Професіональна кар'єра
У період міжсезоння в університетських футбольних змаганнях, плануючи грати у футбол на високому міжнародному рівні та довести корисність університетській команді, Лара виступала за «Нью-Джерсі Вайлдкест» та «Джерсі Скай Блу» у 2006 та 2007 роках відповідно. За підсумками сезону 2007 року у футболці «Скай Блу» визнана Найціннішим гравцем В-Ліги. По завершенні навчання в огайському університеті повернулася до Швейцарії, де підписала контракт з «Цюрихом». У складі клубу з однойменного міста виграла чемпіонат Швейцарії 2008/09. 2009 року перейшла до клубу жіночої Ліги 1 «Ліон». Дікенманн приєдналася до клубу по ходу сезону 2008/09 та встигла зіграти 4 матчі в французькому чемпіонаті, в яких відзначилася двома голами. З величезним відривом (достроково) «Ліон» забезпечив собі чемпіонство. Сезон 2009/10 років Лара розпочала як гравчиня стартового складу, відзначилася в першому турі, у воротах «АС Монтіні-ле-Бретонно». 29 листопада 2009 року відзначилася хет-триком у переможному (9:0) поєдинку проти «Венді Ля Рош-сюр-Юн».
У квітні 2015 року Дікенманн узгодила перехід до «Вольфсбурга».

## Кар'єра в збірній
У футболці молодіжної збірної Швейцарії WU-19 виступала на чемпіонаті Європи U-19 2002 та 2004 років. В обох розіграшах швейцаркам не вдалося подолати груповий етап. 14 серпня 2002 року, у віці 16-років, дебютувала за головну жіночу збірну країни в поєдинку проти Франції. Швейцарія поступилася в тому матчі (1:2), проте на 33-й хвилині Лара відзначилася голом єдиним голом у футболці своєї збірної. Після цього матчу Дікенманн почала регулярно залучатися до матчів головної команди, разом зі Швейцарією грала в кваліфікаційних турнірах до чемпіонату Європи 2005, чемпіонату світу 2007 та чемпіонату Європи 2009 року, проте до фінальної стадії жодного з вище вказаних турнірів швейцарки не пробилися. Не вийшло потрапити й до фінальної частини чемпіонату світу 2011. Дебютним голом за національну збірну відзначилася в переможному (2:0) поєдинку проти збірної Ірландії, в якому Лара реалізувала пенальті.
| Змагання              | Раунд        | Дата       | Місце       | Суперник          | Голи | Результат | Підсумковий |
| --------------------- | ------------ | ---------- | ----------- | ----------------- | ---- | --------- | ----------- |
| Чемпіонат світу 2007  | кваліфікація | 2006–03–25 | Біль        | Ірландія          | 2    | 2–0       | 2           |
| Чемпіонат Європи 2009 | кваліфікація | 2008–05–08 | Обердорф    | Уельс             | 2    | 2–0       | 2           |
| Чемпіонат світу 2011  | кваліфікація | 2009–09–19 | Волен       | Ірландія          | 1    | 2–0       | 4           |
| Чемпіонат світу 2011  | кваліфікація | 2010–03–27 | Волен       | Ізраїль           | 1    | 6–0       | 4           |
| Чемпіонат світу 2011  | кваліфікація | 2010–06–23 | Караганда   | Казахстан         | 2    | 4–2       | 4           |
| Чемпіонат Європи 2013 | кваліфікація | 2011–11–24 | Аарау       | Казахстан         | 3    | 8–1       | 5           |
| Чемпіонат Європи 2013 | кваліфікація | 2012–03–31 | Аарау       | Туреччина         | 1    | 5–0       | 5           |
| Чемпіонат Європи 2013 | кваліфікація | 2012–09–15 | Стамбул     | Туреччина         | 1    | 3–1       | 5           |
| Чемпіонат світу 2015  | кваліфікація | 2013–09–21 | Ньйон       | Сербія            | 1    | 9–0       | 10          |
| Чемпіонат світу 2015  | кваліфікація | 2013–09–26 | Рейк'явік   | Ісландія          | 1    | 2–0       | 10          |
| Чемпіонат світу 2015  | кваліфікація | 2014–02–12 | Петах-Тіква | Ізраїль           | 1    | 5–0       | 10          |
| Чемпіонат світу 2015  | кваліфікація | 2014–04–05 | Цуг         | Мальта            | 3    | 11–0      | 10          |
| Чемпіонат світу 2015  | кваліфікація | 2014–04–10 | Аарау       | Данія             | 1    | 1–1       | 10          |
| Чемпіонат світу 2015  | кваліфікація | 2014–05–08 | Ньйон       | Ісландія          | 1    | 3–0       | 10          |
| Чемпіонат світу 2015  | кваліфікація | 2014–06–19 | Інджія      | Сербія            | 2    | 7–0       | 10          |
| Чемпіонат Європи 2017 | кваліфікація | 2015–10–27 | Біль        | Грузія            | 1    | 4–0       | 4           |
| Чемпіонат Європи 2017 | кваліфікація | 2015–11–27 | Лурган      | Північна Ірландія | 1    | 8–1       | 4           |
| Чемпіонат Європи 2017 | кваліфікація | 2016–09–15 | Горі        | Грузія            | 1    | 3–0       | 4           |
| Чемпіонат Європи 2017 | Перший раунд | 2017–07–22 | Дутінгем    | Ісландія          | 1    | 2–1       | 4           |
| Чемпіонат світу 2019  | кваліфікація | 2017–09–15 | Ельбасан    | Албанія           | 1    | 4–1       | 5           |
| Чемпіонат світу 2019  | кваліфікація | 2017–09–19 | Біль        | Польща            | 1    | 2–1       | 5           |
| Чемпіонат світу 2019  | кваліфікація | 2018–04–05 | Шаффгаузен  | Шотландія         | 1    | 1–0       | 5           |
| Чемпіонат світу 2019  | кваліфікація | 2018–06–12 | Мінськ      | Білорусь          | 2    | 5–0       | 5           |

## Статистика виступів

### Клубна
Станом на 13 вересня 2015
| Клуб                   | Сезон             | Ліга  | Ліга | Кубок | Кубок | Континентальні | Континентальні | Загалом | Загалом |
| Клуб                   | Сезон             | Матчі | Голи | Матчі | Голи  | Матчі          | Голи           | Матчі   | Голи    |
| ---------------------- | ----------------- | ----- | ---- | ----- | ----- | -------------- | -------------- | ------- | ------- |
| «Нью-Джерсі Вайлдкест» | 2006              | 8     | 8    | —     | —     | —              | —              | 8       | 8       |
| «Нью-Джерсі Вайлдкест» | Загалом           | 8     | 8    | —     | —     | —              | —              | 8       | 8       |
| «Джерсі Скай Блу»      | 2007              | 11    | 18   | —     | —     | —              | —              | 11      | 18      |
| «Джерсі Скай Блу»      | Загалом           | 11    | 18   | —     | —     | —              | —              | 11      | 18      |
| «Цюрих»                | 2008–09           | —     | —    | —     | —     | —              | —              | —       | —       |
| «Цюрих»                | Загалом           | —     | —    | —     | —     | —              | —              | —       | —       |
| «Ліон»                 | 2008–09           | 4     | 2    | 1     | 0     | 2              | 0              | 7       | 2       |
| «Ліон»                 | 2009–10           | 21    | 15   | 3     | 1     | 8              | 0              | 32      | 16      |
| «Ліон»                 | 2010–11           | 16    | 8    | 2     | 0     | 8              | 5              | 26      | 13      |
| «Ліон»                 | 2011–12           | 18    | 9    | 6     | 2     | 7              | 3              | 31      | 14      |
| «Ліон»                 | 2012–13           | 17    | 5    | 5     | 3     | 9              | 1              | 31      | 9       |
| «Ліон»                 | 2013–14           | 21    | 8    | 3     | 2     | 4              | 0              | 28      | 10      |
| «Ліон»                 | 2014–15           | 20    | 10   | 4     | 1     | 4              | 0              | 28      | 11      |
| «Ліон»                 | Загалом           | 117   | 57   | 24    | 9     | 42             | 9              | 183     | 75      |
| «Вольфсбург»           | 2015–16           | 3     | 1    | 0     | 0     | 0              | 0              | 3       | 1       |
| Усього за кар'єру      | Усього за кар'єру | 139   | 84   | 24    | 9     | 42             | 9              | 205     | 102     |

### У збірній

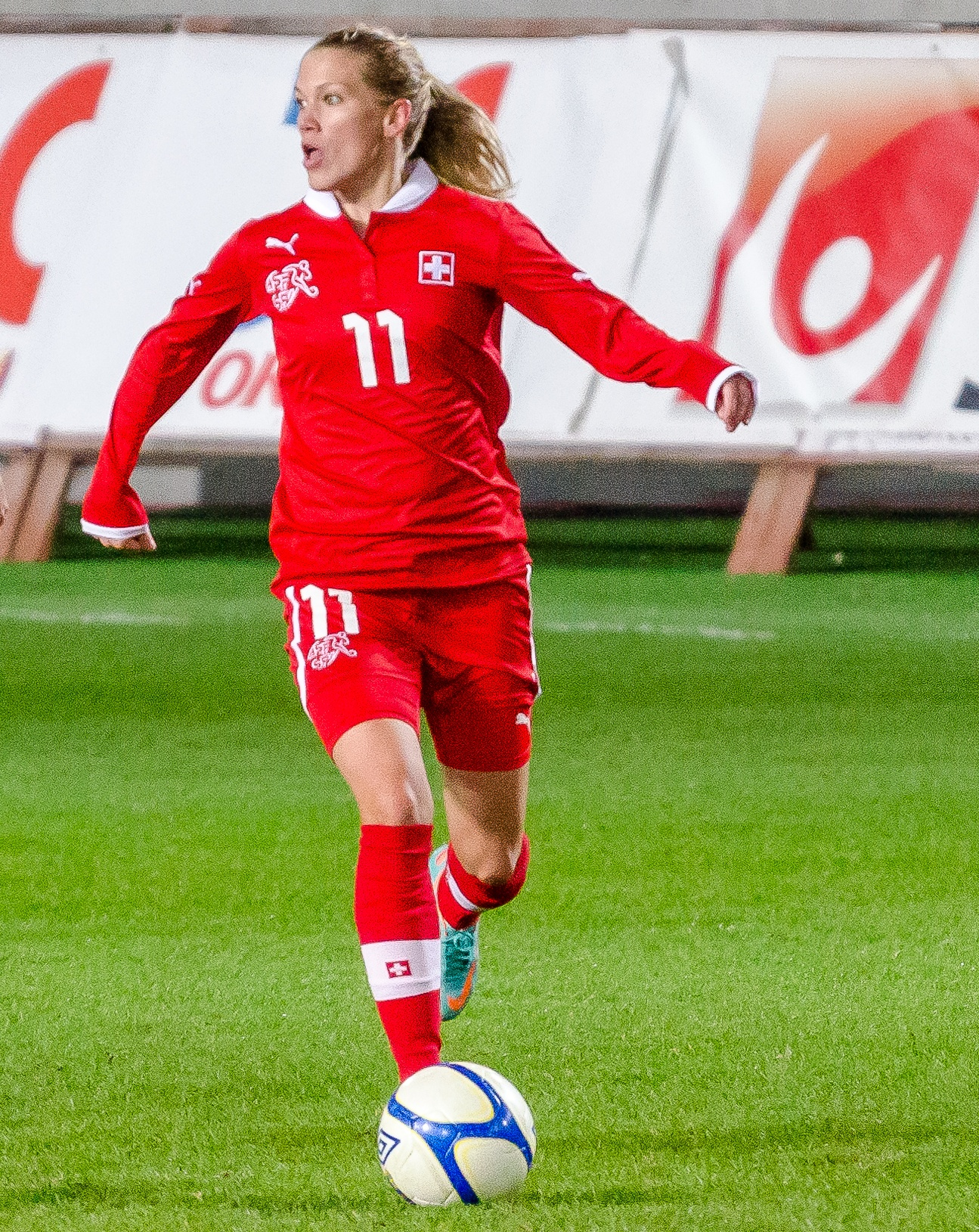
Лара Дікенманн під час виступів за збірну Швейцарію в 2011 році

(Станом на 18 травня 2012)
| Національна збірна | Сезон   | Матчі | Голи |
| ------------------ | ------- | ----- | ---- |
| Швейцарія          | 2002–03 | 6     | 2    |
| Швейцарія          | 2003–04 | 3     | 0    |
| Швейцарія          | 2004–05 | 1     | 0    |
| Швейцарія          | 2005–06 | 3     | 2    |
| Швейцарія          | 2006–07 | 2     | 0    |
| Швейцарія          | 2007–08 | 9     | 5    |
| Швейцарія          | 2008–09 | 8     | 3    |
| Швейцарія          | 2009–10 | 14    | 6    |
| Швейцарія          | 2010–11 | 12    | 1    |
| Швейцарія          | 2011–12 | 8     | 4    |
| Загалом            | Загалом | 66    | 23   |

## Досягнення

### Клубні
«Цюрих»
- Націоналліга А
  -  Чемпіон (1): 2008/09

«Ліон»
- Дивізіон 1
  -  Чемпіон (3): 2009/10, 2010/11, 2011/12, 2012/13, 2013/14, 2014/15

- Кубок Франції
  -  Володар (4): 2011/12, 2012/13, 2013/14, 2014/15

- Ліга чемпіонів УЄФА
  -  Володар (2): 2010/11, 2011/12

«Вольфсбург»
- Бундесліга
  -  Володар (3): 2016/17, 2017/18, 2018/19

- Кубок Німеччини
  -  Володар (4): 2015/16, 2016/17, 2017/18, 2018/19

## Особисте життя
Лара відкрита лесбійка, перебуває в стосунках з Анною Блассе.